# Tachyphonus surinamus
La tangara crestifulva (en Ecuador) (Tachyphonus surinamus), también denominada parlotero culiamarillo o lomiamarillo (en Colombia), tangara de cresta leonada (en Perú), frutero crestileonado (en Venezuela) o frutero de cresta leonada, es una especie de ave paseriforme de la familia Thraupidae perteneciente al género Tachyphonus. Es nativa de la cuenca amazónica y del escudo guayanés en América del Sur.

## Distribución y hábitat
Se distribuye por una extensa área que abarca el sur y este de Colombia, hacia el este por el sur y este de Venezuela, Guyana, Surinam y Guayana Francesa, hacia el sur por el este de Ecuador, hasta el centro oriental de Perú y por la mayor parte de la Amazonia brasileña.
Esta especie es considerada bastante común en sus hábitats naturales: el estrato bajo y los bordes de selvas húmedas, principalmente por debajo de los 700 m de altitud.

## Descripción
Es un pájaro pequeño, mide entre 15,5 y 16 cm. Es una especie con un fuerte dimorfismo sexual: el macho es negro con una mancha rojiza poco visible en la cabeza, con el obispillo naranja y con una lista blanca en el ala; la hembra es de color oliváceo por arriba, por debajo de tonos amarillentos, más fuertes en el vientre, y con la cabeza grisácea.

## Sistemática

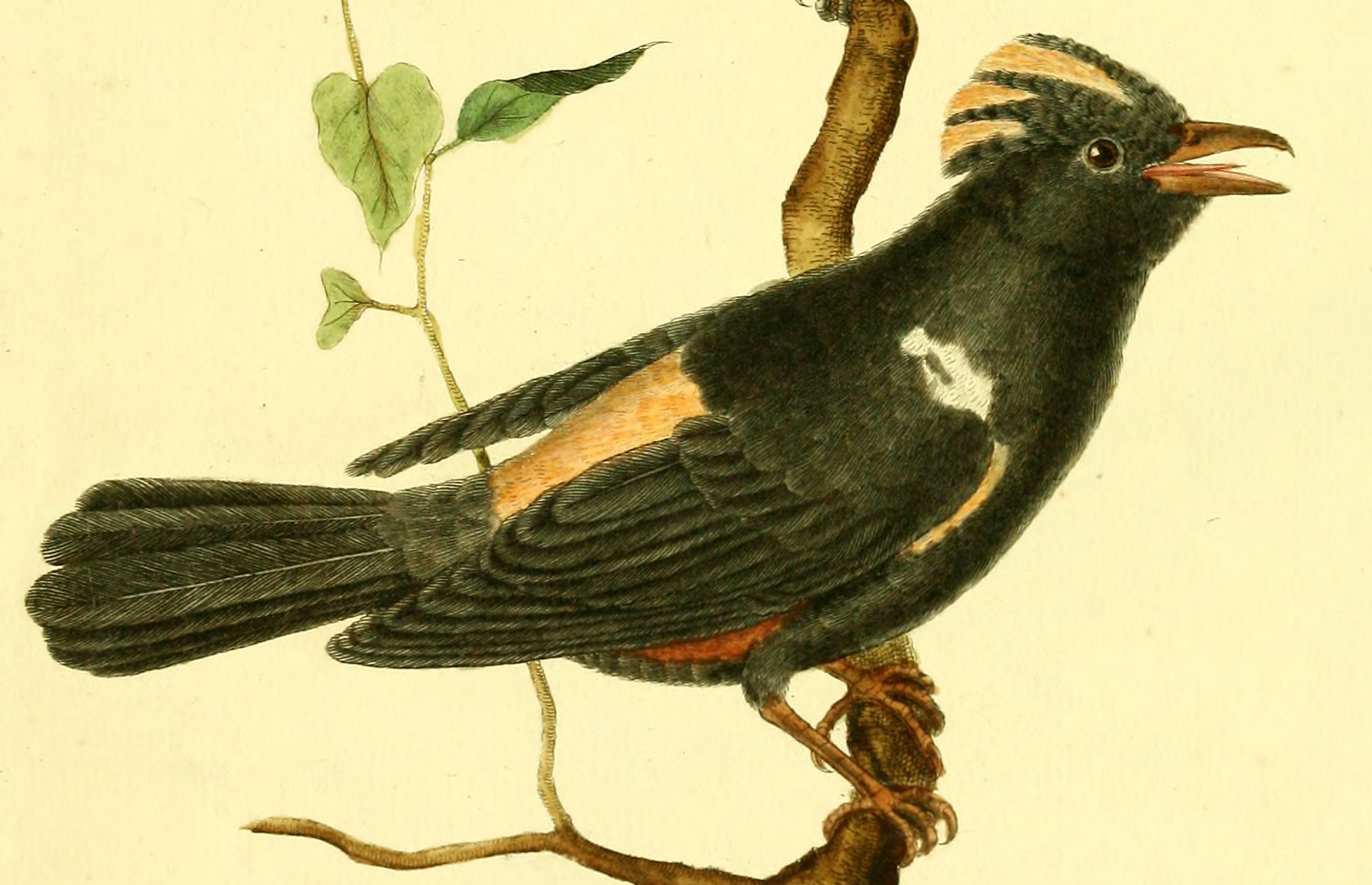
Tachyphonus surinamus en Planches enluminées d'histoire naturelle, 1765.

### Descripción original
La especie T. surinamus fue descrita por primera vez por el naturalista sueco Carlos Linneo en 1766 bajo el nombre científico Turdus surinamus; su localidad tipo es: «Surinam».

### Etimología
El nombre genérico masculino «Tachyphonus» deriva de la palabra griega «takhuphōnos, que significa  «que habla rápido, parlachín»; y el nombre de la especie «surinamus», se refiere a la localidad tipo, Surinam.

### Taxonomía
En los años 2010, publicaciones de filogenias completas de grandes conjuntos de especies de la familia Thraupidae basadas en muestreos genéticos, permitieron comprobar lo que ya era sugerido por otros autores anteriormente: que el género Tachyphonus era polifilético, con las especies T. surinamus y T. delatrii distantes del resto y formando un clado con los géneros Lanio, Rhodospingus y Coryphospingus, pero con sus relaciones filogenéticas no muy bien definidas. Burns et al. (2016) propusieron separar T. surinamus en un nuevo género monotípico Maschalethraupis y  separar T. delatrii en un nuevo género monotípico Chrysocorypha.
Los nuevos géneros no fueron reconocidos en la Propuesta N° 730.06 al Comité de Clasificación de Sudamérica (SACC) por considerar que la topología del grupo está pobremente resuelta, a pesar de estar comprobado que T. surinamus y T delatrii no son especies hermanas entre sí y tampoco con el resto de los Tachyphonus verdaderos, por lo que su permanencia en el este género es claramente transitoria.
Las relaciones de esta especie son complejas, pero de acuerdo a Burns et al. (2014), está hermanada con un clado formado por los géneros Lanio, Rhodospingus, y la propia especie Tachyphonus delatrii, todos en una subfamilia Tachyphoninae.
Las clasificaciones Birdlife International (BLI) y Aves del Mundo (HBW) reconocen su colocación en el género propio Maschalethraupis.
El Comité Brasileño de Registros Ornitológicos (CBRO) en su Edición 2014 de la Lista de Aves de Brasil agrupa a la presente especie en el género Lanio, bajo el nombre científico Lanio surinamus.

### Subespecies
Según las clasificaciones del Congreso Ornitológico Internacional (IOC) y Clements Checklist/eBird v.2019 se reconocen cuatro subespecies, con su correspondiente distribución geográfica:
- Tachyphonus surinamus surinamus (Linnaeus, 1766) – este y sur de Venezuela, las Guayanas, y el norte de la Amazonia brasileña, al norte del río Amazonas.
- Tachyphonus surinamus brevipes Lafresnaye, 1846 – este de Colombia, sur de Venezuela, noroeste de Brasil, este de Ecuador y noreste de Perú.
- Tachyphonus surinamus napensis Lawrence, 1864 – este de Perú (al sur del río Amazonas) y noroeste de Brasil.
- Tachyphonus surinamus insignis Hellmayr, 1906) – norte de Brasil, al sur del río Amazonas (del bajo río Madeira hasta Pará).